# Чиков, Павел Степанович
Чиков Павел Степанович (15 июля 1917 года, х. Лобачи Нехаевского района Волгоградской области — 29 декабря 2006 года, г. Москва, Россия) — советский партийный и государственный деятель, секретарь Тюменского обкома КПСС (1961—1963 гг.), председатель Тюменского сельского облисполкома (1963—1964 гг.), секретарь Тюменского обкома КПСС (1964—1968 гг.), директор Всесоюзного института лекарственных растений (ВИЛР) (1972—1981 гг.).

## Образование
Окончил в 1957 году Молотовский сельскохозяйственный институт им. академика Д. Н. Прянишникова по специальности «агрономия»
- 1953—1956 гг. — Высшая партийная школа при ЦК КПСС

Кандидат экономических наук (диплом ВНИИ экономики сельского хозяйства, 1967 г.)

## Биография
Родился 15 июля 1917 года на хуторе Лобачи Нехаевского района Волгоградской области. Член ВКП(б).
После окончания в 1936 году сельскохозяйственного техникума, Чиков П. С. работал старшим агрономом Тобольской МТС.
С 1938 г. — на руководящей работе в районных сельскохозяйственных органах Свердловской и Пермской областей.
В 1946 г. избирается председателем райисполкома.
С 1949 года — на руководящей партийной и советской работе в Тюменской области: первый секретарь Ярковского райкома партии (1949—1953 гг.), заместитель председателя облисполкома (1956—1961 гг.), второй секретарь Тюменского обкома КПСС (1961—1963 гг.), председатель сельского облисполкома (1963—1964 гг.), секретарь Тюменского обкома КПСС (1964—1968 гг.).
Чиков П. С. избирался делегатом XXII съезда КПСС, депутатом Верховного Совета РСФСР VI созыва,
С 1972 по 1981 гг. директор института лекарственных растений СССР (ВИЛР).
С 1981 по 2000 гг. — заместитель главного ученого секретаря Президиума ВАСХНИЛ.

## Награды
- Орден Отечественной войны I степени
- Орден Трудового Красного Знамени
- Орден Славы III степени
- Орден Знак Почёта
- Медаль За трудовую доблесть
- Медаль За освоение целинных земель
- Медаль За доблестный труд в Великой Отечественной войне 1941-1945 гг.

## Семья
Супруга — Болотина Ирина Михайловна, заслуженный работник культуры, почетный радист, комментатор, заместитель главного редактора Главной редакции радиопрограмм для Московской области. Дочь — Чикова Екатерина Павловна